# لوكهيد إل-649 كونستليشن
لوكهيد إل-649 كونستليشن (بالإنجليزية: Lockheed L-649 Constellation)‏ هي طائرة خطوط جوية بأربع محركات أنتجت في 1946 بالولايات المتحدة. من صناعة شركة لوكهيد. كانت تستخدم بشكل أساسي من قبل الخطوط الجوية الشرقية. كان أول طيران لها في أكتوبر 19, 1946. دخلت الخدمة في 1947، صنع منها 22 طائرة.